# 다키가와 크리스텔
다키가와 크리스텔(일본어: 滝川クリステル, たきがわ クリステル, 1977년 10월 1일 ~ )은 일본의 프리랜서 겸 방송인으로 전직 교도(共同) TV 소속(후지테레비 전속) 아나운서였다.
풀네임 본명은 '다키가와 라르두 크리스텔 마사미'(滝川・ラルドゥ・クリステル・雅美, Takigawa Lardux Christel Masami)이며, 일본 이름은 다키가와 마사미(滝川雅美, たきがわ まさみ)이다. 아버지는 프랑스인이고, 어머니가 일본인이다. 출생지는 프랑스 파리이며, 일본 귀국 후에는 어머니의 출신지인 효고현 고베시에 살다가 도쿄로 상경했다. 이후 후지TV 소속 아나운서로 뉴스JAPAN 등을 진행하였다.
2013년 9월 7일(아르헨티나 현지시각), 일본의 2020년 하계 올림픽 개최지 선정을 위한 프리젠테이션을 진행, 유치에 기여하였다.
2019년 8월, 고이즈미 준이치로 전 일본 총리의 차남이자 현직 의원인 고이즈미 신지로와 결혼을 발표했다.